# Coper
Coper es un municipio colombiano, ubicado en la provincia de Occidente del departamento de Boyacá. Dista aproximadamente 65 km de la ciudad de Chiquinquirá, la ciudad más poblada de la provincia y 133 km a la ciudad de Tunja, capital del departamento.

## Toponimia

### Origen lingüístico[3]
- Familia lingüística: Caribe
- Lengua: Muzo

### Significado
Por la pertenencia prehispánica de la jurisdicción del municipio de Coper a los dominios políticos-territoriales de la etnia Muzo, se plantea el parentesco entre este término y la lengua y pueblo Muzo. No se ha reconocido un significado atribuido a la palabra.

### Origen / Motivación
Coper-Copere era el nombre del cacique indígena que dirigía la región antes del arribo de los españoles; la comunidad indígena a la cual pertenecía el líder era los muzos.

### Nombres históricos
- Copere (siglo XVI)

## Historia
En la época anterior a la conquista de América, el territorio estaba ocupado por los muzos un grupo perteneciente a la etnia Caribe, los cuales fueron sometidos por Luis Lanchero, conquistador de origen español, tras repetidos intentos que tomaron 20 años (de 1539 a 1559). 
Originalmente el poblado fue llamado con el nombre de Copere, fue fundado el 23 de noviembre de 1776, quedando finalmente con el nombre de Coper.

## Geografía
El municipio de Coper pertenece a la provincia de occidente del Departamento de Boyacá. El territorio tiene un rango de altura comprendido entre los 600 a los 2600 m s. n. m.; con una Tº media de 23 °C y precipitación media anual de 3.152 mm; lo cual hace que en el mismo territorio confluyan tres pisos térmicos y por ende diversidad de productos agrícolas y pecuarios. Su casco urbano se encuentra ubicado a 950 m s. n. m.
Coper tiene una extensión de 202 km² y por su topografía presenta los pisos térmicos así: cálido, 171 km², templado 17 km² y frío 14 km²

### Límites
Coper está delimitado por los siguientes municipios y al sur y oriente con Cundinamarca:
| Noroeste: Muzo                         | Norte: Maripí                     | Nordeste: Buenavista                      |
| Oeste: Paime ( Cundinamarca)           |                                   | Este: Carmen de Carupa ( Cundinamarca)    |
| Suroeste: San Cayetano ( Cundinamarca) | Sur: San Cayetano ( Cundinamarca) | Sureste: Carmen de Carupa ( Cundinamarca) |

### Hidrografía
Coper pertenece a la cuenca del río Minero donde aporta varios afluentes. 
- Ríos: Villamizar, Guazo (Cantino), Palenque, Turtur
- Quebradas: Santa Rosa, Gasparón, Colorada, Palmichal, Arenal, La Loja, Los Monos, San Rafael, Negra, San Pedro, Chorrera, Cangrejera, Chorrerón, Ramal, Agua Azul, La Salina, El Salto, Sororí, Zapotal, Carbonera, Subicha, Chiripí y Agua Fría.

## División Administrativa
Administrativamente está dividido en 10 veredas: Cantino, Resguardo, Guasimal, Santa Rosa, Turtur, Guayabal, Pedro Gómez, Cucunubá, Páramo y Ricaurte 
Los límites veredales se establecen por cursos de agua, por lo cual estas coinciden con las cuencas hidrográficas. El área urbana se encuentra en la vereda Resguardo, la cual lleva su nombre de uno indígena que existió en la región a finales del siglo XVI. 

## Economía
- Agricultura: Es la base de la economía del municipio, siendo sus principales productos los cítricos (naranja, mandarina, limón), café, caña de Azúcar, cacao, plátano, yuca, maíz, fríjol, aguacate, piña, cachipai, papaya, lulo y mangostino.
- Ganadería: Existe tenencia de ganado vacuno, equino y porcino.
- Comercio: Dentro del municipio de comercializan productos agrícolas para el consumo local. Los demás productos se dirigen principalmente a las ciudades de Chiquinquirá, Ubaté, Bogotá y Tunja. El día de mercado es el día domingo, durante el cual se intercambian productos de clima cálidos con los de clima frío.
- Minería: El municipio posee minas de sal, azufre y esmeraldas cuya explotación es incipiente.

## Turismo
- Alto de la Virgen: Ubicado a 500 metros del área urbana, en una elevación en la cual se realizan ceremonias eucarísticas todos los sábados del primer mes en honor a La Virgen.
- La Cascada: Se encuentra en la vereda de Cantino, hace parte de la quebrada La Chorrera y su ubicación puede observarse desde diferentes sectores del municipio; en sus alrededores se encuentra fauna variada y bosques primarios.
- Laguna Don Pedro: En ella se practican actividades pesca, natación y viajes en moto acuática.
- Piscina municipal
- Corozales: Ubicado en la vereda Resguardo, son piscinas de agua natural de suelo de piedra.

## Movilidad
A Coper se puede acceder desde Ubaté por la Ruta Nacional 45A y se conduce al occidente por Carmen de Carupa hasta la vía veredal que lo conduce al casco urbano copereño. También por esa misma ruta desde Simijaca hacia Buenavista por el suroeste y por Chiquinquirá por la 60 pasando pro Caldas y Maripí, bordeado el río Cantino hasta el mencionado casco. También hay acceso desde Muzo (incluso por vía aérea desde Bogotá) y San Cayetano por vías rurales.